# Dellingshausen (Adelsgeschlecht)
Die Familie Dellingshausen (früher auch Dellingh(a)usen geschrieben) ist ein Einbecker und Revaler Patriziergeschlecht sowie ein deutsch-baltisches, in Estland ansässiges Adelsgeschlecht, dessen Vertreter auch in Schweden und Russland zu einigem Ansehen gelangten. Zweige der Familie bestehen bis heute.

## Geschichte
Der Familienname Dellingshausen entlehnt sich dem Dorf Delliehausen (historisch Dellinghusen) im Solling, einem waldreichen Mittelgebirge als Teil des Weserberglandes im südlichen Norddeutschland. Die erste urkundliche Erwähnung des Namens stammt aus der Hansestadt Einbeck, wo Cord Delingehusen als Bürger ebd. 1385 bei einem Rentenkauf als Bürge genannt und am 6. November 1411 als Zeuge bei einer Ehelichkeitserklärung neben drei weiteren Bürgern erneut auftrat.

### Einbecker Hauptlinie
Cunradt Dellinghusen ("Konrad Dellinghausen") aus Einbeck kam 1530 als Syndikus und Gesandtem der Freien Reichsstadt Goslar eine tragende Rolle zu, als auf dem Reichstag zu Augsburg ein Ausgleich zwischen dem den protestantischen Ständen nahestehenden Goslar und dem verfeindeten katholischen Fürsten Heinrich dem Jüngeren zu Braunschweig-Wolfenbüttel gesucht wurde. Die Verhandlungen fruchteten nicht, und Cunradt Dellinghusen wurde auf der Heimreise von Unbekannten, jedoch wohl gedungenen Leuten des Herzogs überfallen und nach Schöningen auf das dortige Schloss verschleppt, wo er bald darauf verstarb, mutmaßlich gemeuchelt.

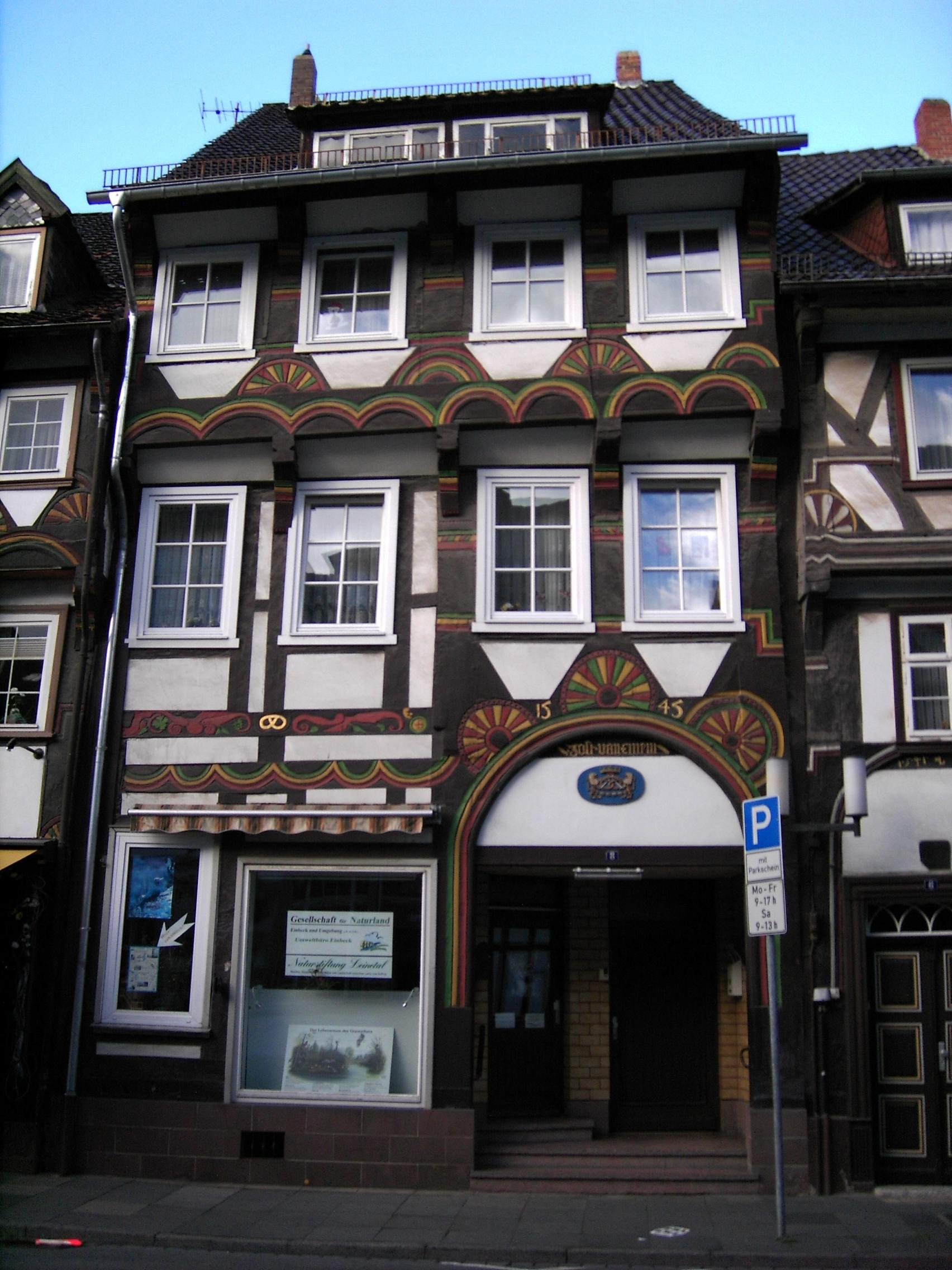
Haus von Jobst von Einem und Ursula Dellinghausen in Einbeck

In Einbeck gehörten die Dellingshausen (Dellinghusen) der Patriziergesellschaft von der Hohen Börse an. Da innerhalb der Einbecker Gesellschaft von der Hohen Börse Konnubium bestand, war der im Jahr 1557 als Mitglied der Hohen Börse genannte Jobst von Einem († 1565) seit 1544 mit Ursula Dellinghausen verheiratet, der Tochter des Dietrich Dellinghausen, die in erster Ehe mit dem Gesellschaftsmitglied Otto von Uslar verheiratet war. Das Ehepaar von Einem-Dellinghausen besaß in Einbeck das Haus Tiedexer Straße 8. Aus seiner Zeit, 1545, stammen die reichen Verzierungen der Fassade.
Während des Stadtbrandes im Jahr 1540 gingen die Statuten der Hohen Börse verloren. Das Haus der Gesellschaft, alle Möbel, Gerätschaften und Papiere der Junkernbörse wurden zerstört. Viele Mitglieder der Hohen Börse verließen die Stadt für immer. 17 Jahre nach dem Ereignis war es so weit, dass die Ältesten, die Vorsteher der Hohen Börse, mit den Vorbereitungen zu einem Neubau des Junkernhauses begannen. Die Ältesten der Börse hatten zunächst ein Schuldenverzeichnis der letzten Jahre aufgestellt. Alle säumigen Zahler der Hohen Börse wurden in einem Verzeichnis aufgelistet. Die Ältesten der Hohen Börse, nämlich Sander Koch, Jürgen Pawest, Millies von Einem, Franz von Einem und Wedekind Dellinghausen, kamen 1557 im Rathaus zusammen. Dort legte Wedekind Dellinghusen, der einige Zeit Börsenherr gewesen war, seinen Rechnungsbericht ab.
Brun Dellinghusen war in den Jahren 1595–1616 Ratsherr und Bürgermeister zu Einbeck.

### Revaler Hauptlinie
Die Familie Dellingshausen ist das zweitälteste noch bestehende Patriziergeschlecht von Reval, wo es mit dem Schwarzhäupterbruder Hinrik Dellingkhusen († 1525), Kaufmann und Ältermann der Großen Gilde, urkundlich genannt 1479–1511, zuerst erscheint und seine Stammlinie beginnt. Der Ahnherr besaß bereits einen Häuserkomplex in der Stadt und war in zweiter Ehe mit einer Tochter des Revaler Ratsherren Reynold von Wehren (Reinholt von Werne, † 1484) verheiratet.
Die Geschichte derer von Dellingshausen war eng mit der wechselhaften politischen Geschichte Estlands verknüpft. Die adeligen Herren von Dellingshausen dienten den jeweiligen Landesherren, indem sie Positionen in Armee und Verwaltung einnahmen.
Als der Deutschordensstaat zu Beginn des Livländischen Krieges zerfiel, unterwarfen sich die Ritterschaft Estlands und die Stadt Reval 1561 dem schwedischen König Erich XIV. Heinrich Dellingshausen trat 1562 mit Lehnsbesitz um Reval auf. Der Syndikus von Reval, Konrad Dellingshausen († 1603), unterhandelte 1569 in Wesenberg als Gesandter des Rats mit den Gesandten Iwans des Schrecklichen, die auf die Unterwerfung der Stadt drängten, wies sie jedoch ab.
Am 27. Februar 1680 wurde der nachmalige königlich schwedische Generalmajor und Oberkommandant von Halland Hans Dellingshausen (* 1640; † 1705) unter Nr. 958 in den schwedischen Adel aufgenommen und in die Ritterklasse der schwedischen Ritterschaft introduziert. Diese Linie ist jedoch bereits mit seinem Sohn, dem königlich schwedischen Kapitän Christer Baltasar Dellingshausen (* 1682; † 1711), der lediglich eine Tochter hatte, wieder erloschen.
Im Jahr 1710 ließen sich die Ritterschaft und die Stadt Reval in ihren Kapitulationen von Peter dem Großen ihre Privilegien bestätigen, was 1721 zum Ende des Großen Nordischen Krieges, lediglich erneut bestätigt wurde. Davon war auch die Familie Dellingshausen im positiven Sinn natürlich unmittelbar betroffen.

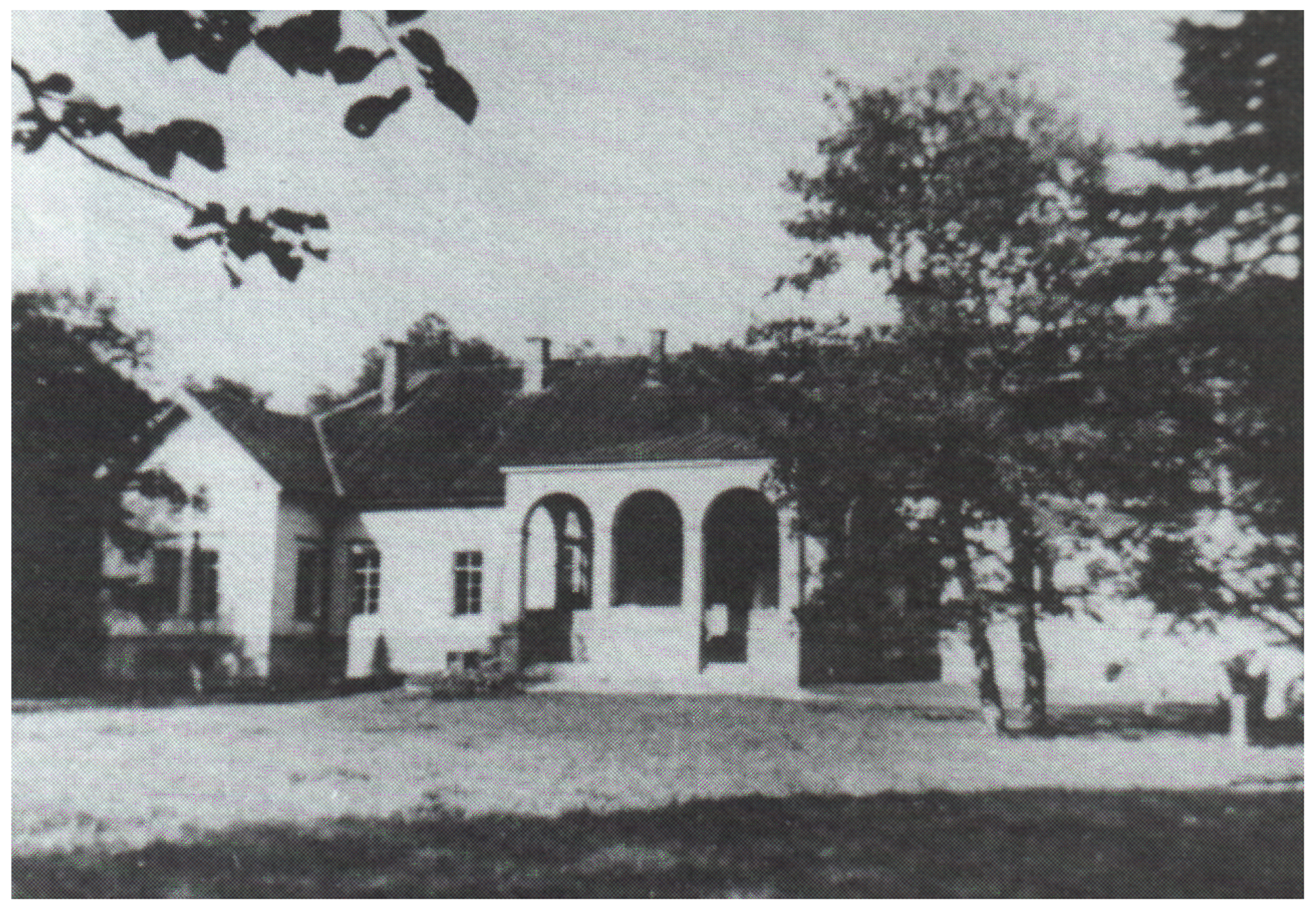
Gutshaus Tois (Pruuna) im Kirchspiel Ampel

Der kaiserlich russische Kommerzienassessor und Erbherr u. a. auf Ficht Thomas Dellingshausen (* 1721; † 1797) ist in Wien am 8. September 1785 in den Reichsfreiherrnstand gehoben worden und wurde 1786 bei der oeselschen Ritterschaft immatrikuliert. Sein Sohn, Freiherr Friedrich Adolph von Dellingshausen (* 1769; † 1839), Erbherr u. a. auf Tois und Kattentack, wurde am 3. Februar 1812 bei der estländischen Ritterschaft immatrikuliert. Bereits am 19. Februar 1796 hatte auch der rigische Großkaufmann Johann Fromhold Dellingshausen in Wien ein Adelsdiplom erworben.
1862 erfolgte die russische Genehmigung des Führens des Baronstitels für das Gesamtgeschlecht.
Das Geschlecht hat zwei Ritterschaftshauptmänner hervorgebracht. Zuerst Freiherr Nikolai von Dellingshausen, der dieses Amt in den Jahren 1868/69 bekleidete, gefolgt von seinem Sohn, Freiherr Eduard von Dellingshausen-Kattentack, welcher ab 1902 der letzte vom Landtag gewählte Führer der estländischen Ritterschaft war, bis er nach der Machtübernahme durch die estnische Regierung am 14. November 1918 sein Amt als Ritterschaftshauptmann niederlegte.

## Historischer Güterbesitz

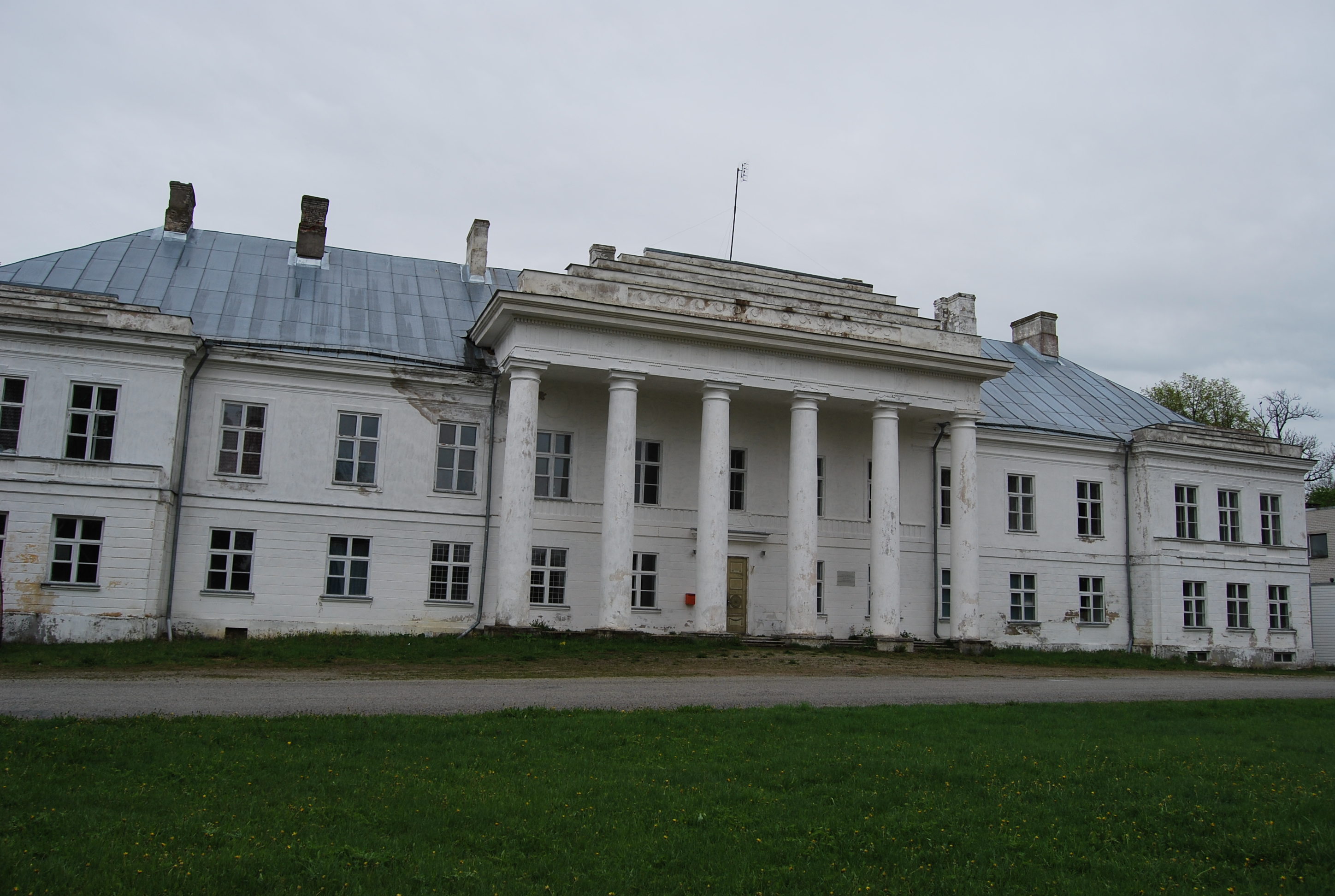
Herrenhaus Kattentack (2008)

### Estland
Freiherr Friedrich Adolph von Dellingshausen (* 1769; † 1839) erwarb in Estland 20 Güter: Darunter Jess als Erbteil seiner Frau, weiterhin Addinal, Groß-Kaljo / Leilis, Hallick, Höbbet, Huljel, Kattentack, Kiwidapäh, Lesna, Linnapäh, Loop, Pedua, Porrick, Reggafer, Resna, Sauss, Sellenküll, Tois, Undel und Wattküll.
Auch Moisküll und Thomel sollen zeitweise im Besitz der Familie gewesen sein.
Zum Zeitpunkt der durch estnisches Gesetz vom 10. Oktober 1919 eingeleiteten Landreform besaßen die Freiherren von Dellingshausen die Güter Annenhof, Arbafer, Kattentack, Höbbet, Huljel, Loop, Porrick, Sauss, Tois, Undel und Wattküll.

### Oesel
Ficht, Hannijal, Kudjapäh, Leo, Lodenhof, Mähemois, Mento mit Kolz, Moisaküll, Alt und Neu Nempa, Pamberg und Pichtendahl

## Wappen
Der Schwarzhäupter Hinrich Dellinkhusen († 1525) hatte 1508 zu Reval mit einer Hausmarke gesiegelt.
Das Stammwappen zeigt (1608 in Reval, 1616 in Einbeck) in Blau einen silbernen (Schach-)Turm. Auf dem Helm mit blau-silbernem Wulst und ebenfalls blau-silbernen Decken (1608 in Reval) der Turm, später (1690 in Reval) ein silbernes Einhorn wachsend.
Aus dem Wappenbild des Turmes war zunächst eine gekrönte Säule geworden. In Form eines Obelisken, der Mode der Zopfzeit entsprechend, dazu noch mit Trophäen behängt, ist das im Lauf der Zeit bis zur Unkenntlichkeit interpretierte alte Stammwappen in Feld 1 und 4 des schwedischen (1680) und des freiherrlichen Wappens (1785) enthalten.
Das schwedische Wappen (1680) ist geviert; 1 und 4 in Rot auf mit zwei silbernen Schrägrechtsströmen belegten grünem Schildfuß stehend ein oben mit einer silbernen Kugel besetzter silberner Obelisk, kreuzweise behängt mit einem mit drei befiederten silbernen Pfeilen gefüllter Köcher (schräglinks) und einem gestürzten blanken Schwert (schrägrechts); 2 und 3 in Silber ein schwarzer Adlerflügel, die Sachsen rechtsgekehrt. Auf dem Helm mit rot-silbernen Decken eine silberne Lilie zwischen acht (4, 4) roten, mit je einem silbernen Stern belegten roten Fähnchen an grünen Spießen.
Das Freiherrliche Wappen (1785) ist geviert und belegt mit einem Herzschild, darin eine silberne Lilie; 1 und 4 wie 1680, jedoch des blanken Schwerts ein gestürzter goldbegriffter Türkensäbel; 2 und 3 wie 1680. Zwei Helme: auf dem rechten mit blau-silbernen Decken wie 1680; auf dem linken mit rot-silbernen Decken ein wachsender nach links gekrümmter geharnischter Rechtsarm, einen mit goldenen Flügeln und grünen Schlangen versehenen gebogenen silbernen Merkurstab in der bloßen Faust haltend. Als Schildhalter zwei widersehende, rotbezungte, grüngeflügelte, goldene Greife.

### Historische Wappenbilder

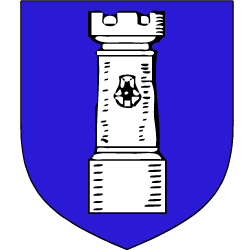
Wappenschild des Hinrich Dellingshausen
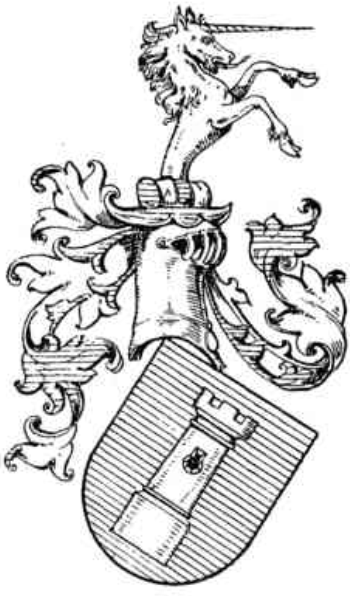
Wappen derer von Dellingshausen
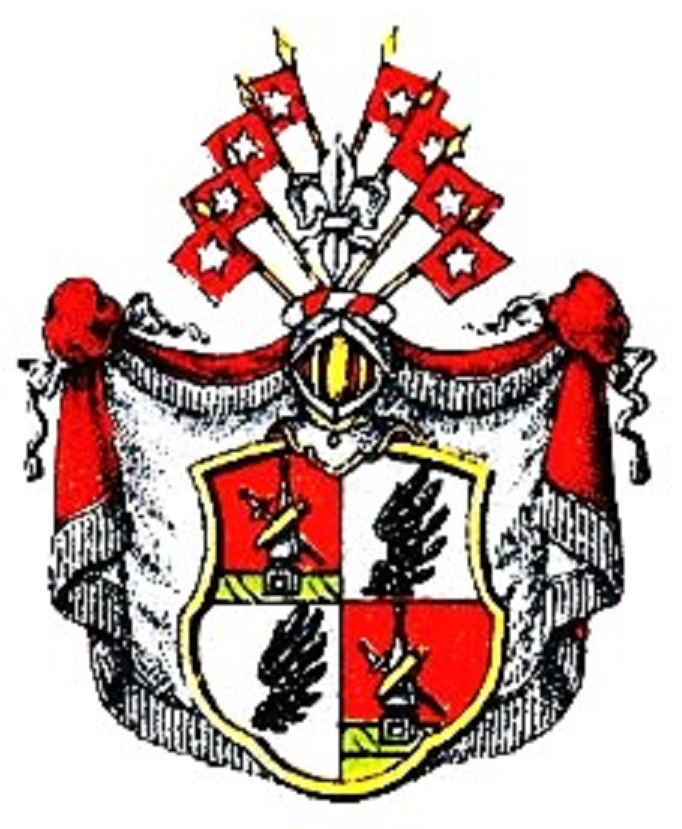
Wappen von 1680, anlässlich der Introduzierung in Schweden unter Nr. 958
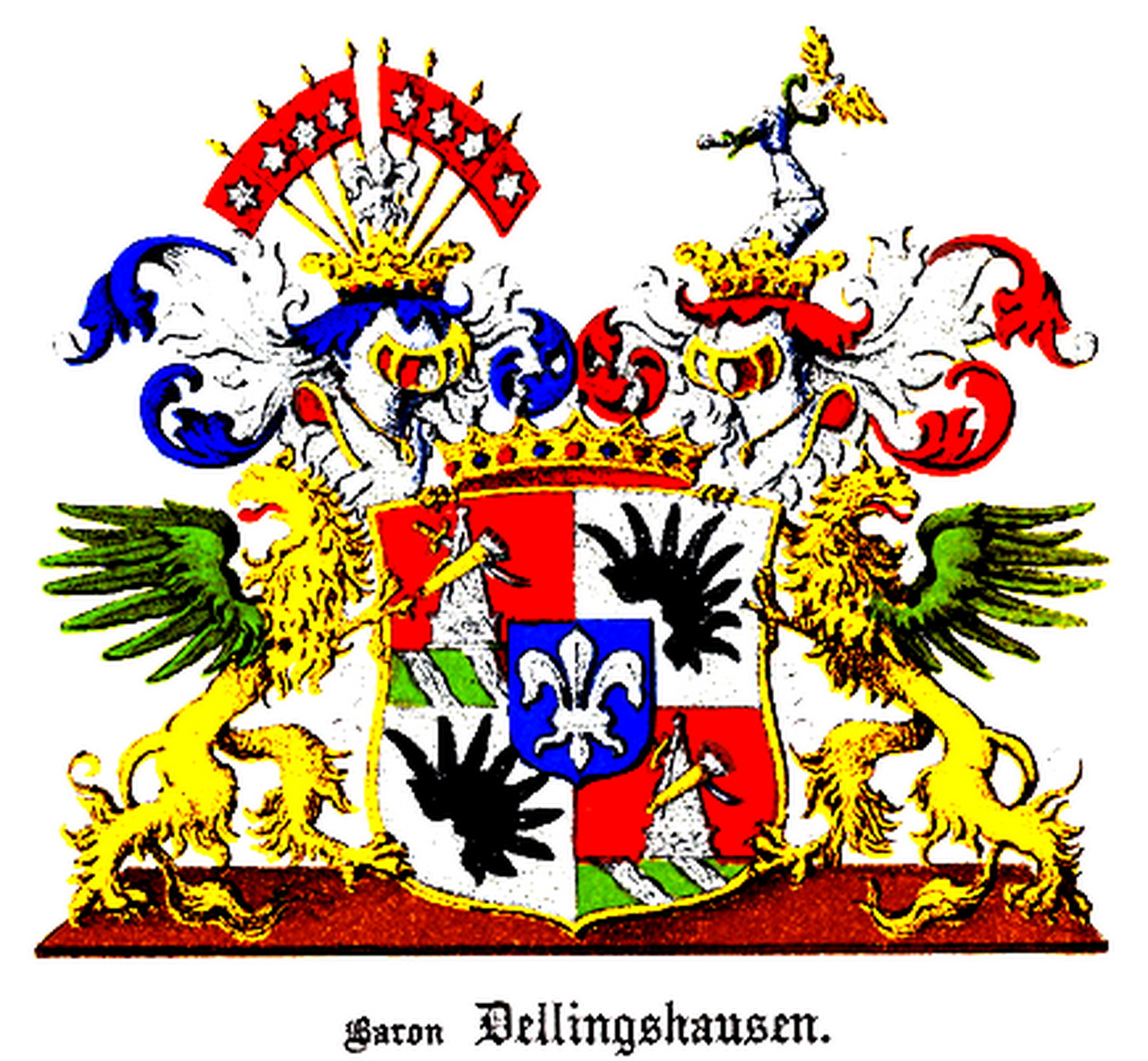
Wappen der Barone Dellingshausen (1785)

## Bekannte Namensträger
- Hans Dellingshausen (1640–1705), schwedischer Generalmajor und Oberkommandant von Halland
- Karl Thomas von Dellingshausen (1791–1861), estländischer Gutsbesitzer, Artillerie-Leutnant und Ritter des Ordens Pour le Mérite
- Johann Eduard von Dellingshausen (1795–1845), russischer Generalleutnant und Ritter des Ordens Pour le Mérite
- Karl Eduard Ludwig von Dellingshausen (1824–1888), russischer General der Infanterie
- Nikolai von Dellingshausen (1827–1896), Naturforscher und Estländischer Ritterschaftshauptmann (1868–1869)
- Alexander Diedrich Ludwig Adam von Dellingshausen (1857–1925), russischer Generalmajor
- Eduard von Dellingshausen (1863–1939), Ritterschaftshauptmann der Estländischen Ritterschaft (1902–1918) und russisches Reichsratsmitglied (1907–1912)
- Mathilde von Dellingshausen (1854–1920), Gründerin des Rettungsverein vom guten Hirten
- Ewert von Dellingshausen (1909–1996), Konsistorialrat, Ministerialrat und Leiter des Grundsatzreferats I 1 "Politische Grundsatzfragen, Pflege des gesamtdeutschen Gedankens" im Bundesministerium für gesamtdeutsche Fragen[13]
- Friedrich Adolph ("Friedolph") Freiherr von Dellingshausen (* 1938), Berufssoldat im Ruhestand und Ordensritter des Johanniterordens